# Бакиново
Баки́ново (бел. Бакі́нава) — деревня в Боровском сельсовете Дзержинского района Минской области Беларуси. Находится в 8-ми километрах от Дзержинска, 48-ми километрах от Минска, а также в 10-и километрах от железнодорожной станции Койданово.

## История
Известна с конца XVIII века, в 1800 году — деревня в Минском повете, где насчитывалось 11 дворов и 64 жителя. Бакиново являлось владением Доминика Радзивилла. В 1805 году Бакиново являлось частью фольварка Микуличи Койдановского графства, тут же действовала мельница.
Во второй половине XIX—начале XX века в составе Койдановской волости Минского уезда. В 1897 году, по результатам первой всероссийской переписи населения, здесь проживал 31 житель и было 7 дворов. На базе имения, которое было вблизи Бакиново, в 20-е годы сформировался посёлок Бакиново, который однако уже в конце 30-х годов был объединён с деревней. С 9 марта 1918 года в составе провозглашённой Белорусской Народной Республики, однако фактически находилась под контролем германской военной администрации. С 1 января 1919 года в составе Советской Социалистической Республики Белоруссия, а с 27 февраля того же года в составе Литовско-Белорусской ССР, летом 1919 года деревня была занята польскими войсками, после подписания рижского мира — в составе Белорусской ССР. С 20 августа 1924 года, Бакиново — деревня в Боровском сельсовете (с 23 марта 1932 года по 14 мая 1936 года — Боровского польского сельсовета) Койдановского (с 26 марта 1932 года — Дзержинского) района Минского района, а с 20 февраля 1938 года — Минской области. В 1926 году насчитывалось 29 дворов и 144 жителя. В годы коллективизации в деревне, под обслугой Негорельской машинно-тракторной станции, был образован колхоз «Путь социализма», в деревне работала кузня.
С 28 июня 1941 года по 6 июля 1944 года деревня была оккупирована фашистскими войсками. Во время войны в Бакиновском лесе размещался штаб 125-го партизанского отряда имени Сталина, на фронте погибли 10 сельчан.
В 1942 году между партизанами 125-го отряда имени И.В. Сталина (командир С.А. Рыжик) Минской области и немецко-фашистскими захватчиками в Бакинавским лесу состоялся бой, в 3 км от д. Бакиново. В апреле 1942 году на базе подпольных групп во главе с С.А. Рыжиков (д. Касиловичи) и А.Г. Мурашовым (д. Боровое) был создан первый в Дзержинском районе партизанский отряд. 2 мая 1942 года Бакиновский лес был окружен гитлеровцами (450 человек). Партизаны во главе с С.А. Рыжиковым заняли круговую оборону и в течение 6 часов отражали атаки противника. Отряд без потерь вышел из окружения. В Бакиновском лесу восстановлено места расположения штаба отряда — штабная и госпитальное землянки, поставлен памятный знак — камень-валун.
После войны был восстановлен колхоз. В 1980-е годы деревня входила в состав колхоза имени Кирова. В 1991 году, здесь проживали 76 жителей, было 32 двора. Действовали начальная школа и продуктовый магазин. По состоянию на 2009 год, Бакиново находится в составе СПК «Боровое—2003».

## Улицы
В деревне Бакиново расположены 4 внутрисельских улицы (октябрь 2019 года):
- Центральная улица (бел. Цэнтральная вуліца);
- Центральный переулок (бел. Цэнтральны завулак);
- Солнечная улица (бел. Сонечная вуліца);
- Солнечный переулок (бел. Сонечны завулак).

## Население
| Численность населения (по годам) | Численность населения (по годам) | Численность населения (по годам) | Численность населения (по годам) | Численность населения (по годам) | Численность населения (по годам) | Численность населения (по годам) | Численность населения (по годам) |
| 1800                             | 1897                             | 1909                             | 1917                             | 1926                             | 1991                             | 1996                             | 1999                             |
| -------------------------------- | -------------------------------- | -------------------------------- | -------------------------------- | -------------------------------- | -------------------------------- | -------------------------------- | -------------------------------- |
| 64                               | ↘31                              | ↘19                              | ↗87                              | ↗144                             | ↘40                              | →40                              | ↗42                              |
| 2004                             | 2009                             | 2017                             | 2018                             | 2020                             | 2021                             | 2022                             |                                  |
| ↘27                              | ↗30                              | ↘27                              | ↗33                              | ↗38                              | ↗40                              | ↗41                              |                                  |

## Известные уроженцы
- В 1908 году здесь родился белорусский поэт и прозаик Шушкевич, Станислав Петрович, в последующем – автор свыше трех десятков сборников поэзии и прозы. Большинство его произведений переведено на иностранные языки.
- Бакиново – родина учителей, военнослужащих, юристов, политиков, медиков, работников торговли, сельхозпроизводителей. Среди них – заместитель главного лесничего Дзержинского лесхоза Леонид Довгало; капитан ВВС в запасе Николай Довгало; инспектор Государственной автоинспекции Владимир Жданович, первый летчик из Дзержинского района Болеслав Камейша; первый тракторист в родном колхозе «Путь социализма» Семен Пармон, а также бывший заместитель -министра Белоруссии — Владимир Гаркун[8]. Кроме этого, здесь когда-то была начальная школа, учителем в которой работал Адам Ракитский. Два сына Адама Францевича получили юридическое образование[9].